# République des Moluques du Sud
 (octobre 2016).
Si vous disposez d'ouvrages ou d'articles de référence ou si vous connaissez des sites web de qualité traitant du thème abordé ici, merci de compléter l'article en donnant les références utiles à sa vérifiabilité et en les liant à la section « Notes et références ».
 (octobre 2016).
Pour les articles homonymes, voir Moluques (homonymie).
1950 – 1963
Entités précédentes :
- Indes orientales néerlandaises

Entités suivantes :
- Indonésie

La république des Moluques du Sud (Republik Maluku Selatan) est un État non reconnu créé en 1950 dans l'archipel indonésien des Moluques. Elle disparait en 1963.

## La république d'Indonésie
Le 17 août 1945, Soekarno et Hatta proclament l'indépendance de la république d'Indonésie à Jakarta. En décembre 1945, les troupes néerlandaises débarquent aux Moluques pour prendre le relais des troupes australiennes chargées du désarmement des troupes d'occupation japonaises (le Japon avait capitulé le 15 août). Début 1946, les Néerlandais arrêtent le dirigeant indépendantiste originaire de Célèbes Dr. Sam Ratulangi et les rois de Bone et de Luwu à Sulawesi du Sud, partisans de la république. Ils mettent également le pied à Java et Sumatra.
En juillet, le South East Asia Command des Alliés remet formellement l'ensemble du territoire aux Néerlandais, à l'exception de Java et Sumatra. « Républicains » et Néerlandais sont donc en face à face dans ces deux îles.

## Le projet fédéral des Néerlandais
Les Néerlandais organisent une conférence dans le sud de Sulawesi où ils réunissent 39 représentants de souverains coutumiers, de populations chrétiennes et de groupes ethniques de Bornéo et de l'est de l'archipel pour proposer la création d'un État fédéral dans leur ancienne colonie.
Fin 1946, "républicains" et Néerlandais se réunissent à Linggarjati près de Cirebon. Les Néerlandais reconnaissent la souveraineté de facto de la république sur Java, Madura et Sumatra. Les deux parties se mettent d'accord pour créer en 1949 une « république des États-Unis d'Indonésie » (Republik Indonesia Serikat).

## L'État d'Indonésie orientale
Le 24 décembre 1946 à Denpasar à Bali, les Néerlandais annoncent la création d'un Negara Timur Besar (« grand État oriental »), renommé ensuite Negara Indonesia Timur (« État d'Indonésie orientale »), avec pour président le prince balinais Tjokorda Gde Raka Sukawati. Cet État est constitué de Bali, des Petites îles de la Sonde, de Sulawesi et de l'archipel des Moluques, mais n'inclut pas la Nouvelle-Guinée occidentale.[réf. souhaitée]
Devant la difficulté à faire admettre leur projet fédéral, les Néerlandais, qui entretiennent 100 000 soldats à Java, y lancent en juillet 1947 une « action de police ». Au bout d'une dizaine de jours, ils doivent accepter un appel au cessez-le-feu des Nations Unies.[réf. souhaitée]
Ils poursuivent néanmoins leur projet fédéral et annoncent la création d'une série d'États fantoches en différents endroits de l'archipel, au nombre de 15 en 1948. En 1949, républicains et Néerlandais tiennent une conférence à Yogyakarta.[réf. souhaitée]

## La république des États-Unis d'Indonésie (1949-1950)

La république des États-Unis d'Indonésie, 14 décembre 1949-17 août 1950 (en rouge, la république d'Indonésie proprement dite)

La « république des États-Unis d'Indonésie » (Republik Indonesia Serikat ou RIS en indonésien, Verenigde Staten van Indonesië en néerlandais) est créée le 14 décembre 1949. Celle-ci est constituée de la république d'Indonésie proprement dite, constituée de la moitié de l'île de Java, de Madura et de Sumatra, plus les 15 États et territoires créés par les Néerlandais dans le reste de l'archipel.[réf. souhaitée]
Le 27 décembre de la même année, le royaume des Pays-Bas transfère formellement la souveraineté des anciennes Indes orientales néerlandaises à la république des États-Unis d'Indonésie, à l'exception de la Nouvelle-Guinée occidentale.[réf. souhaitée]

## La république des Moluques du Sud (1950-1950, en exil jusqu'en 1963)

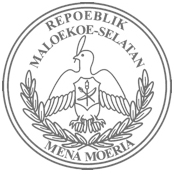
Armes de la république des Moluques du Sud dans la graphie néerlandaise

En avril 1950, des affrontements opposent des soldats amboinais de la KNIL (Koninglijke Nederlandsch Indië Leger ou « armée royale des Indes néerlandaises », troupes coloniales néerlandaises) à des unités républicaines à Makassar dans le sud de Sulawesi. Le 25 avril le ministre de la Justice de l'État d'Indonésie orientale, le Dr. Soumokil, un Amboinais, proclame une « république des Moluques du Sud » (Republik Maluku Selatan ou RMS) à Ambon. Les troupes républicaines débarquent en juillet.
Le 17 août, les autorités de Jakarta annoncent la création de l'« État unitaire de la république d'Indonésie » (Negara Kesatuan Republik Indonesia) qui remplace la REUI.
La rébellion est écrasée en novembre. Le gouvernement de la RMS s'exile aux Pays-Bas.